# Governo Bennett-Lapid
Il Governo Bennett-Lapid è stato il 36º governo d'Israele, nato, dopo le elezioni parlamentari del 2021, in seguito ad un accordo fra Yair Lapid (leader di Yesh Atid) e Naftali Bennett (leader di Nuova Destra).
Il governo a guida Bennett, dunque, sarebbe dovuto durare fino al 27 agosto 2023, fino a quando (come da accordo) sarebbe subentrato un governo pressoché identico guidato da Yair Lapid. 
Tale rotazione, tuttavia, a causa di una crisi di governo scatenatasi tra maggio e giugno del 2022, è stata volontariamente anticipata, come l’accordo di coalizione prevedeva in caso di crisi parlamentari, nonostante il governo, per via dell’approvazione di una mozione di scioglimento della Knesset (il Parlamento Israeliano) a seguito della perdita di una maggioranza parlamentare a favore dell’esecutivo, sia divenuto “di transizione” fino alle elezioni del novembre 2022 e alla formazione di un nuovo esecutivo (avvenuta in data 29 dicembre 2022).

## Particolarità
È stato il primo governo nella storia israeliana ad avere nella maggioranza un partito arabo-palestinese, nonché il secondo governo israeliano, dopo il governo di rotazione Netanyahu-Gantz (che tuttavia è caduto prima che potesse svolgersi il processo di rotazione), a funzionare sotto un sistema di rotazione automatico e giuridicamente vincolante nella posizione di primo ministro. 
Ciò dunque ha implicato che, al cambio del capo dell’esecutivo, il Governo non si sia dovuto dimettere in quanto mutato il primo ministro (sul cui mandato pende generalmente l’intero governo), come di solito accade, ma ha potuto continuare le proprie operazioni come se fosse stato un semplice “rimpasto ministeriale”.

## Composizione
Yesh Atid
     Nuova Destra
     Resilienza per Israele
     Israel Beitenu
     Nuova Speranza
     Partito Laburista Israeliano
     Meretz
| Carica | Titolare | Titolare | Titolare                                            | Partito                      |
| --- | -------- | -------- | --------------------------------------------------- | ---------------------------- |
| Primo ministro Ministro degli Affari Esteri Ministro degli Affari Strategici |          |          | Naftali Bennett (Fino al 1º luglio 2022)            | Nuova Destra                 |
| Primo ministro Ministro degli Affari Esteri Ministro degli Affari Strategici |          |          | Yair Lapid (Dal 1º luglio 2022)                     | Yesh Atid                    |
| Primo Ministro Supplente Vice Primo Ministro (soppresso) Ministro degli affari della comunità (soppresso)                                                                                     |          |          | Yair Lapid (Fino al 1º luglio 2022)                 | Yesh Atid                    |
| Primo Ministro Supplente Vice Primo Ministro (soppresso) Ministro degli affari della comunità (soppresso)                                                                                     |          |          | Naftali Bennett (Dal 1º luglio all’8 novembre 2022) | Nuova Destra                 |
| Primo Vice Primo Ministro Ministro della Difesa |          |          | Benny Gantz                                         | Resilienza per Israele       |
| Secondo Vice Primo Ministro (soppresso) Ministro della Giustizia |          |          | Gideon Sa'ar                                        | Nuova Speranza               |
| Ministro per il Rafforzamento e l’Avanzamento della Comunità Ministro della Sicurezza Pubblica                                                                                                |          |          | Omer Bar-Lev                                        | Partito Laburista Israeliano |
| Ministro per le Questioni digitali nazionali (soppresso) |          |          | Naftali Bennett (Fino al 19 luglio 2021)            | Nuova Destra                 |
| Ministro per i rapporti tra la Knesset e il Governo Ministro dell’Ufficio del Primo Ministro; Ministro delle Costruzioni e della Casa; Ministro per gli Affari di Gerusalemme e il Patrimonio |          |          | Zeev Elkin                                          | Nuova Speranza               |
| Ministro dell’Ufficio del Primo Ministro (soppresso) |          |          | Eli Avidar (Dal 3 agosto 2021 al 24 febbraio 2022)  | Israel Beitenu               |
| Ministro delle Finanze |          |          | Avigdor Lieberman                                   | Israel Beitenu               |
| Ministro dei Trasporti e della Sicurezza stradale |          |          | Merav Michaeli                                      | Partito Laburista Israeliano |
| Ministro del Lavoro, degli Affari e dei Servizi Sociali |          |          | Meir Cohen                                          | Yesh Atid                    |
| Ministro della Salute |          |          | Nitzan Horowitz                                     | Meretz                       |
| Ministro degli Interni |          |          | Ayelet Shaked                                       | Nuova Destra                 |
| Ministro dell’Intelligence |          |          | Elazar Stern                                        | Yesh Atid                    |
| Ministro dei Servizi religiosi |          |          | Matan Kahana                                        | Nuova Destra                 |
| Ministro dell’Istruzione |          |          | Yifat Shasha-Biton                                  | Nuova Speranza               |
| Ministro della Scienza e della Tecnologia |          |          | Orit Farkash-Hacohen                                | Resilienza per Israele       |
| Ministro delle Comunicazioni |          |          | Yoaz Hendel                                         | Nuova Speranza               |
| Ministro dell’Economia e dell’Industria |          |          | Orna Barbivai                                       | Yesh Atid                    |
| Ministro dell’Energia Ministro delle Risorse Idriche |          |          | Karine Elharrar                                     | Yesh Atid                    |
| Ministro dell’Equità sociale e dei Pensionati |          |          | Meirav Cohen                                        | Yesh Atid                    |
| Ministro dell’Immigrazione (Aliyah) e dell’Integrazione |          |          | Pnina Tamano-Shata                                  | Resilienza per Israele       |
| Ministro della Cultura e dello Sport |          |          | Hili Tropper                                        | Resilienza per Israele       |
| Ministro dell’Agricoltura e dello Sviluppo Rurale Ministro dello Sviluppo della Periferia, del Negev e della Galilea                                                                          |          |          | Oded Forer                                          | Israel Beitenu               |
| Ministro degli Affari della diaspora |          |          | Nachman Shai                                        | Partito Laburista Israeliano |
| Ministro del Turismo |          |          | Yoel Razvozov                                       | Yesh Atid                    |
| Ministro della Cooperazione regionale |          |          | Issawi Frej                                         | Meretz                       |
| Ministro della Protezione dell’Ambiente |          |          | Tamar Zandberg                                      | Meretz                       |

Fonte: